# Trnoviti kapar
Trnoviti kapar (bodljikava kapara, latinski: Capparis spinosa), višegodišnja je grmolika biljka, a njeni neotvoreni cvjetni pupoljci su poznat začin. Prisutna je po cijelom Mediteranu, a smatra se da joj je Mediteran prapostojbina, premda postoje i tumačenja da potječe iz tropskog pojasa.

## Opis
Biljka je grmolikog oblika, s mnogo grančica, listovi joj rastu naizmjenično na granama. Listovi su debeli i sjajni, oblog oblika, lagano izdiženi. Cvjetovi su bijeli ili ružičasto bijeli, slatkastog mirisa, s četiri latice i mnogo ljubičastih prašnika. Biljka zahtjeva polusuhu i vruću klimu, sa srednjim godišnjim temperaturama preko 14°C i količinom padalina 200-600 mm/godišnje. Kišno proljeće i duga sušna ljeta su pogodna za uspjevanje ove biljke. Vrlo joj pogoduje kalcificiran i naoko siromašan i negostoljubiv teren. te se ovu biljku može naći na kamenitim padinama, spojevima zidova, pročeljima starih kamenih zgrada (gdje izaziva neželjene posljedice, tj. postupno urušava zidove). Osjetljiva je na hladnoću, posebno tijekom razdoblja vegetacije. Tijekom ljetnih mjeseci pupoljci izbijaju iz stabljike, a beru se kada lagano potamne, prema modroj ili ljubičastoj boji. Branje kapare je težak posao, jer se većinom vrši ručno, a traje najmanje 3 ljetna mjeseca. Kapara je vrednija i bolja što je manja, što dodatno otežava branje i povećava njenu vrijednost. Rabi se najčešće kao dodatak jelima, usoljena u salamuri ili ukiseljena, najčešće u vinskom octu.

## Podvrste i varijeteti
- Capparis spinosa subsp. spinosa
  - Capparis spinosa var. canescens Coss.
  - Capparis spinosa var. aegyptia (Lam.) Boiss.
  - Capparis spinosa var. mucronifolia (Boiss.) Hedge & Lam. ex R.R.Stewart
  - Capparis spinosa var. parviflora (Boiss.) Boiss.
  - Capparis spinosa var. herbacea (Willd.) Fici
  - Capparis spinosa var. atlantica (Inocencio, D.Rivera, Obón & Alcaraz) Fici
- Capparis spinosa subsp. cordifolia (Lam.) Fici
- Capparis spinosa subsp. himalayensis (Jafri) Fici
- Capparis spinosa subsp. rupestris (Sm.) Nyman
  - Capparis spinosa var. ovata (Desf.) Fici
  - Capparis spinosa var. myrtifolia (Inocencio, D.Rivera, Obón & Alcaraz) Fici

## Vanjske poveznice
- Gernot Katzer's Spice Dictionary — Caper  Arhivirana inačica izvorne stranice od 23. prosinca 2010. (Wayback Machine)
- Caper factsheet — NewCROP, Purdue University
- Članak o kaparama na otoku Salina  Arhivirana inačica izvorne stranice od 12. kolovoza 2013. (Wayback Machine)
- Capparidaceae[neaktivna poveznica] (alternativni ime za Capparaceae) u L. Watson and M.J. Dallwitz (1992 onwards). The families of flowering plants.  Arhivirana inačica izvorne stranice od 3. siječnja 2007. (Wayback Machine)